# Slow Food
Slow Food là tổ chức quảng bá và khuyến khích thực phẩm địa phương và cách thức nấu ăn truyền thống. Tổ chức được thành lập bởi Carlo Petrini ở Italy năm 1986 và mở rộng trên toàn thế giới. Thức ăn chậm là quan điểm đi ngược lại với thức ăn nhanh (fast food), trào lưu này đang cố gắng để bảo tồn ẩm thực truyền thống, từ đó khuyến khích trồng trọt và nuôi trồng các loại hoa màu, hạt, gia cầm có nguồn gốc địa phương. Tổ chức được thành lập đầu tiên là một bộ phận của phong trào sống chậm. Mục tiêu thực phẩm bền vững và quảng bá các hộ kinh doanh địa phương được tiến hành song song bằng một lộ trình hợp lý, nhằm chống lại xu hướng nông nghiệp toàn cầu hóa. 

## Tổ chức

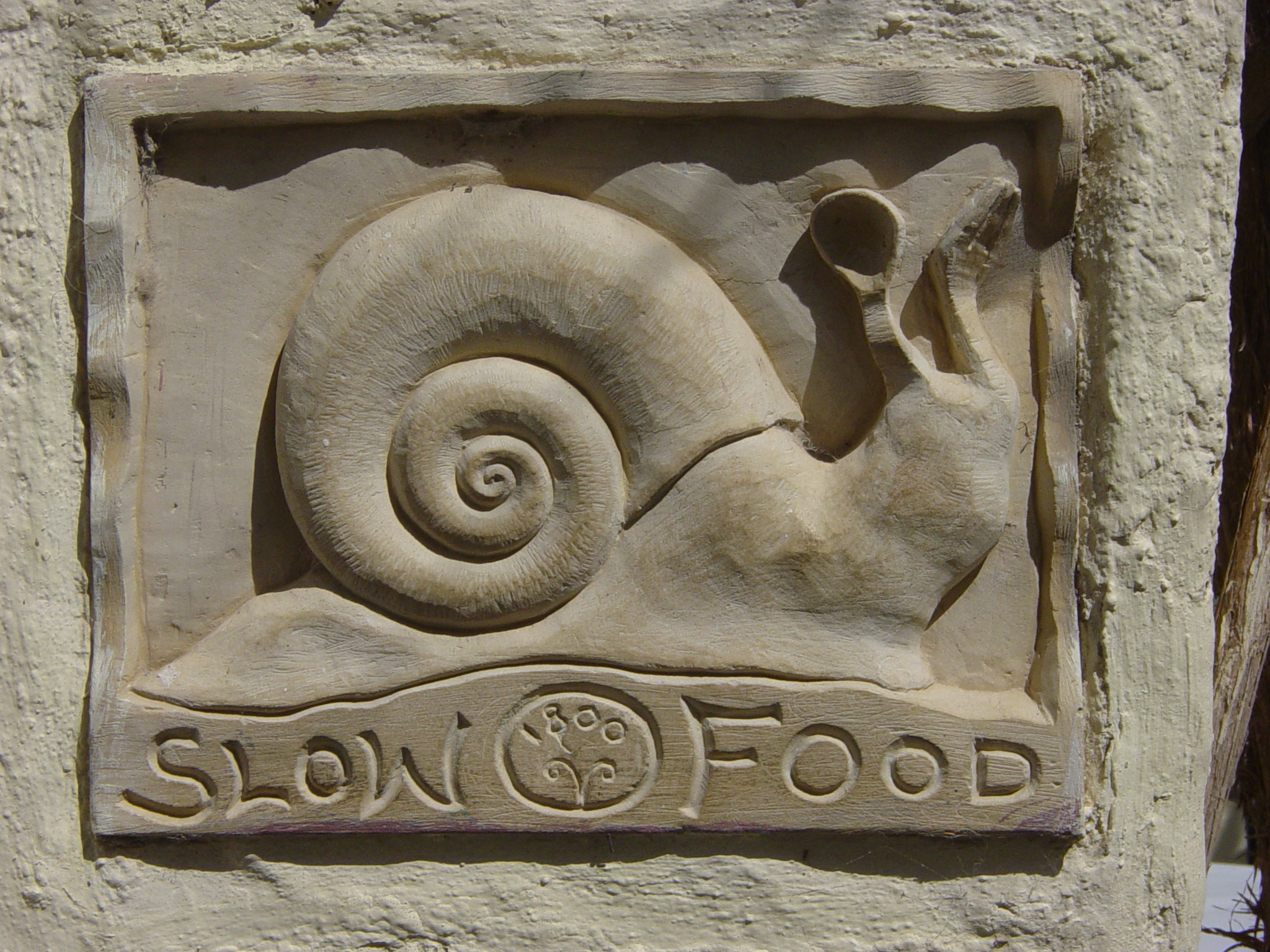
Biển hiệu một cửa hàng, Santorini,Hi Lạp

Slow Food bắt đầu ở Italy, tiền thân là tổ chức Arcigola năm 1986 nhằm chống lại việc mở cửa hàng McDonald's gần Spanish Steps ở Rome. 
Năm 1989, việc mở rộng trào lưu thức ăn chậm được ký kết ở Paris, Pháp bởi 15 nước.
Tổ chức Slow Food đã mở rộng với gần 100,000 thành viên và chi nhánh ở 150 quốc gia. Hơn 1,300 các chi nhánh nhỏ đang tồn tại, gọi là một convivia. 360 chi nhánh ở Ý, gọi là condotta, số nhiều là condotte với hơn 35,000 thành viên cùng với 450 các chi nhánh nhỏ khác trên toàn thế giới. 
Tổ chức được cơ cấu theo hình thức phân quyền: mỗi chi nhánh nhỏ sẽ có một đội trưởng người chịu trách nhiệm quảng bá cho các hộ kinh doanhh địa phương, nông dân địa phương và các món ăn địa phương thông qua các sự kiện tỏng khu vực như Hội thảo khẩu vị, Hội thử rượu và chợ của nông dân. 
Văn phòng được mở ở Thụy Sĩ năm 1995, Đức 1998, New York 2000, Pháp 2003, Nhật 2005, Anh và Chile (chưa rõ). Hội sở chính được đặt ở Bra, gần Turrin, Ý. Tổ chức đã xuất bản nhiều ấn phẩm bằng nhiều thứ tiếng trên toàn thế giới. Gần đây nhất có các sự kiện sau:  Hội chợ thức ăn và rượu ở Turin, Hội chợ về pho mai hai năm một lần ở Bra, Lễ hội cá SlowFish Genoan và meeting toàn cầu của cộng đồng thực phẩm tại Terra Madra của Turin.
Năm 2004, thức ăn chậm thành lập trường đại học về khoa học ẩm thực tại Pollenza ở Piedmont và Colorno ở 
Emilia-Romagna, Italy. Chi nhanh ở Colorno hiện nay đã đóng cửa và sáp nhập với Piedmont. Carlo Petrini và Massimo Montanari là hai nhân vật sáng lập ra trường đại học này. Mục tiêu của họ là quảng bá ý thức và thực phẩm tốt và dinh dưỡng. 

### Mục tiêu

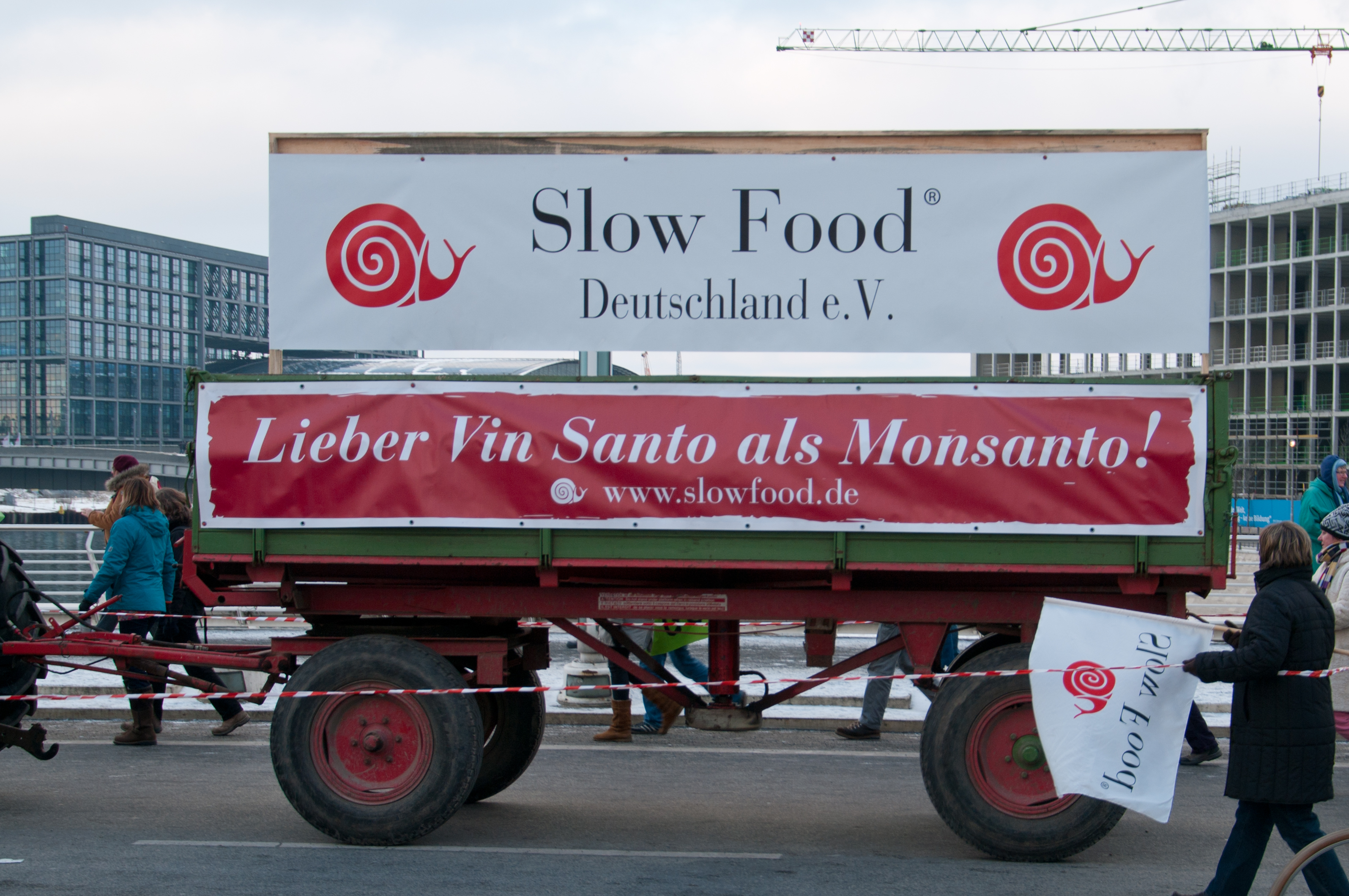
Thức ăn chậm ở Đức - Các thành viên trong một buổi tuần hành tổ chức hằng năm với khẩu hiệu Chúng tôi đang bực đấy tại Berlin.

Slow Food có một loại các mục tiêu, cụ thể hóa sứ mệnh của mình, bao gồm: 
- phát triển một "Hòm khẩu vị"  cho từng vùng sinh thái nơi mà thức phẩm và các món ăn địa phương được chào đón
- tạo ra các tổ chức "Praesidia" cơ sở để quảng quá trào lưu thức ăn chậm ra cộng đồng
- thành lập và duy trì ngân hàng hạt giống để bảo tồn sự đa dạng sinh học
- bảo tồn và quảng bá các thực phẩm và cách chế biến thực phẩm địa phương
- thành lập các khu chế biến quy mô nhỏ bao gồm cả các khu giết mổ và các sản phẩm ngắn hạn
- tổ chức các chương trình quảng bá ẩm thực các vùng miền, ví dụ: sự kiện Feast ò Fields đã được tổ chức ở Canada.
- quảng bá "giáo dục ẩm thực"
- giáo dục khách hàng về rủi ro của thức ăn nhanh
- giáo dục người dân về các hạn chế của nông nghiệp công nghiệp hóa và các trang trại công nghiệp
- giáo dục người dân và rủi ro của hệ thống độc canh và sự phụ thuộc vào các giống biến đổi gen
- phát triển các chương trình vận động hành làng pháp lý để bảo vệ các nông trại của nông dân
- vận động hành lang pháp lý hỗ trợ nông nghiệp hữu cơ toàn diện
- vận động hành lang chống lại công nghệ biến đổi gen
- vận đồng hành lang chống lại thuốc trừ sâu
- giảng dạy kỹ năng làm vườn cho sinh viên và tù nhân
- khuyến khích đạo đức tiêu dùng ở các chợ địa phương

Sáng lập viên và chủ tịch Carlo Petrini tin rằng "mọi người đều có quyền được sử dụng các thực phẩm tốt, sạch và công bằng"  Tốt đồng nghĩa với chất lượng cao về mặt hương vị, sạch đồng nghĩa tự nhiên, cách mà thực phẩm được tạo ra và công bằng có nghĩa là giá cả hợp lý với cả người tiêu dùng và người sản xuất.